# بطولة كاريوكا 1978
بطولة كاريوكا 1978 هو موسم من بطولة كاريوكا. فاز فيه نادي فلامنغو.